# St. Evtimiy Crag
St. Evtimiy Crag är en bergstopp i Antarktis. Den ligger i Sydshetlandsöarna. Argentina, Chile och Storbritannien gör anspråk på området. Toppen på St. Evtimiy Crag är 350 meter över havet.
Terrängen runt St. Evtimiy Crag är huvudsakligen kuperad, men västerut är den bergig. Havet är nära St. Evtimiy Crag åt sydost. Trakten är obefolkad. Det finns inga samhällen i närheten. 